# الهام فلاح
الهام فلاح (زاده ۲۵ فروردین ۱۳۷۳ در شیراز) بازیکن تیم ملی والیبال زنان ایران است که در پست پاسور بازی می‌کند.
فلاح سابقه قهرمانی در لیگ برتر والیبال زنان را همراه تیم باریج اسانس کاشان دارد و همچنین همراه تیم پیکان تهران هم قهرمانی و نایب‌قهرمانی در لیگ برتر والیبال زنان را تجربه کرده‌است. او در ۲ فصل پیاپی تجربه کسب عنوان برترین پاسور فصل را در کارنامه خود دارد و ۱۲ سال سابقه عضویت در تیم ملی ایران را هم دارد.
الهام دارای مدرک درجه یک بین‌المللی است و از سال ۱۳۹۹ در کنار بازی، فعالیت خود را در عرصه مربیگری با تأسیس آکادمی والیبال الهام آغاز کرده‌است.
وی همچنین سابقه بازی شهرداری قزوین، گاز تهران، دانشگاه آزاد و تیم شیراز را دارد.
او در رقابت‌های انتخابی المپیک ۲۰۲۰ توکیو نیز به عنوان کاپیتان حضور داشت.

## افتخارات ورزشی
لیگ برتر والیبال کشور:
- قهرمانی: همراه با تیم‌های باریج اسانس کاشان و پیکان تهران
- نایب قهرمانی: همراه با تیم پیکان تهران[۶][۷][۸]
- مقام سوم: همراه با تیم دانشگاه آزاد تهران